# Panketal
Panketal is een gemeente in de Duitse deelstaat Brandenburg, en maakt deel uit van het Landkreis Barnim.
Panketal telt 20.854 inwoners (2022).

## Geschiedenis
Panketal is in 2003 ontstaan bij een gemeentelijke herindeling en bestaat uit de toenmalige zelfstandige gemeenten Zepernick en Schwanebeck.

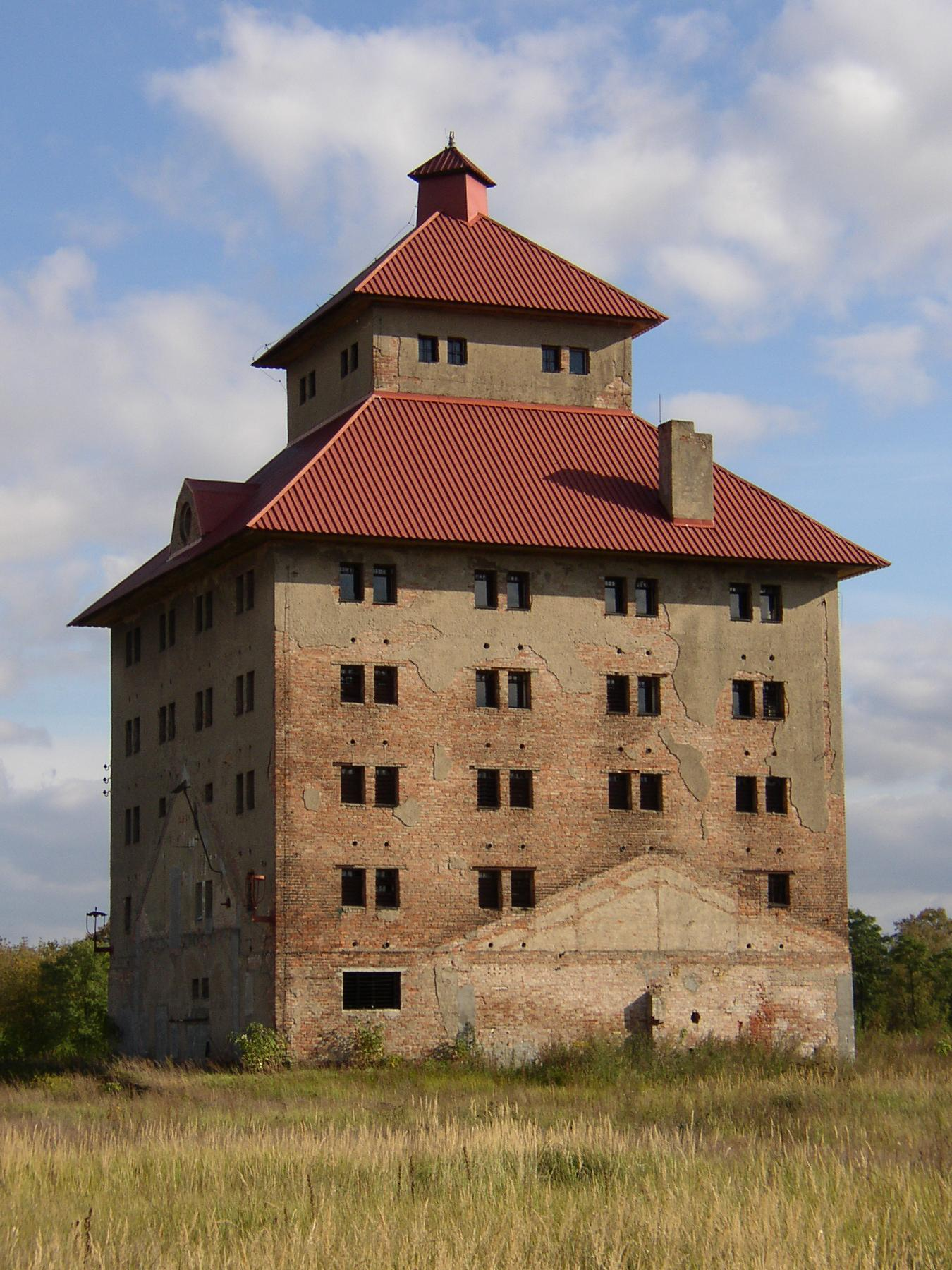
in Hobrechtsfelde

## Indeling gemeente
De volgende Ortsteile met onderliggende gemeentedelen maken deel uit van de gemeente:
- Schwanebeck
- Zepernick